# Zhang Yufei
Zhang Yufei (chiń. 张雨霏; pinyin Zhāng Yǔfēi; ur. 19 kwietnia 1998 w Xuzhou) – chińska pływaczka specjalizująca się w stylu motylkowym i dowolnym, dwukrotna mistrzyni olimpijska, mistrzyni świata i była rekordzistka świata juniorek.

## Kariera pływacka
Pierwsze medale na międzynarodowych zawodach Zhang zdobyła w 2014 roku podczas igrzysk olimpijskich młodzieży w chińskim Nankin, gdzie pięciokrotnie stawała na podium. Wywalczyła złote medale w trzech sztafetach: kobiecej 4 × 100 m stylem dowolnym oraz sztafetach 4 × 100 m stylem zmiennym (zarówno w sztafecie kobiet jak i mieszanej). Indywidualnie zdobyła srebro w konkurencjach 100 i 200 m stylem motylkowym. 
Miesiąc później, na igrzyskach azjatyckich w Inczon płynęła w sztafecie kraulowej 4 × 100 m, która zajęła pierwsze miejsce.
W 2015 roku podczas mistrzostw świata w Kazaniu zdobyła brązowy medal na dystansie 200 m stylem motylkowym. W eliminacjach tej konkurencji pobiła rekord świata juniorek, uzyskawszy czas 2:06,92. Ten rezultat poprawiła jeszcze w finale, kończąc wyścig z czasem 2:06,51. Kolejny brąz wywalczyła w sztafecie 4 × 200 m stylem dowolnym.
Na igrzyskach olimpijskich w Rio de Janeiro zajęła szóste miejsce na dystansie 200 m stylem motylkowym (2:07,40).
W tej samej konkurencji zdobyła brązowy medal podczas mistrzostw świata na krótkim basenie w Windsorze, uzyskawszy czas 2:05,10.
W 2017 roku na mistrzostwach świata w Budapeszcie wywalczyła brąz w sztafecie mieszanej 4 × 100 m stylem zmiennym i wraz z Xu Jiayu, Yan Zibeiem i Zhu Menghui ustanowiła nowy rekord Azji (3:41,25). Indywidualnie startowała na wszystkich trzech dystansach w stylu motylkowym. W konkurencji 200 m stylem motylkowym uzyskała czas 2:07,06 i zajęła piąte miejsce. Na 100 m stylem motylkowym była ósma (57,51). W eliminacjach 50 m stylem motylkowym z czasem 26,40 uplasowała się na 17. miejscu i nie zakwalifikowała się do półfinałów. Zhang płynęła także w kobiecych sztafetach 4 × 100 m stylem dowolnym i zmiennym. W obu tych konkurencjach Chinki zostały sklasyfikowane na szóstej pozycji.
Na igrzyskach olimpijskich w Tokio w 2021 roku zwyciężyła w konkurencji 200 m stylem motylkowym i czasem 2:03,86 ustanowiła nowy rekord olimpijski. Kilkadziesiąt minut później wraz z Yang Junxuan, Tang Muhan i Li Bingjie wywalczyła kolejne złoto w sztafecie 4 × 200 m stylem dowolnym. Chinki czasem 7:40,33 pobiły rekord świata. Na dystansie 100 m stylem motylkowym zdobyła srebrny medal, uzyskawszy czas 55,64. 
W 2024 roku podczas igrzysk olimpijskich w Paryżu zdobyła brązowe medale na dystansie 100 m stylem motylkowym (56,21) i w sztafecie 4 × 100 m stylem dowolnym, gdzie wraz z Yang Junxuan, Cheng Yujie i Wu Qingfeng ustanowiła nowy rekord Azji (3:30,30).